# East Atlantic Beach
East Atlantic Beach ist ein Weiler und Census-designated place (CDP) im Nassau County, New York, Vereinigte Staaten. Zum Zeitpunkt des United States Census 2010 lebten hier 2049 Einwohner. Der Weiler gehört zur Town of Hempstead, die eine der drei Towns im Nassau County ist.

## Geographie

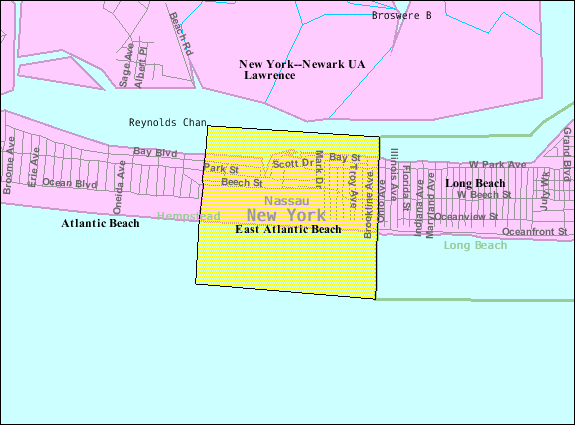
U.S. Census Map

East Atlantic Beachs geographische Koordinaten lauten 40° 35′ N, 73° 42′ W (40,588004, −73,705925). Der Ort ist einer von sechs Orten auf Long Beach Barrier Island, einer Barriereinsel vor der Südseite von Long Island, zwischen Atlantischem Ozean im Süden und Reynolds Channel on im Norden. Westlich benachbart ist Atlantic Beach, und im Osten liegt Long Beach.
Nach den Angaben des United States Census Bureaus hat der CDP eine Gesamtfläche von 1,8 km2, wovon 0,78 km2 auf Land und 1 km2 (= 55,88 %) auf Gewässer entfallen.

## Demographie
Zum Zeitpunkt des United States Census 2000 bewohnten East Atlantic Beach 2257 Personen. Die Bevölkerungsdichte betrug 2904,8 Personen pro km². Es gab 965 Wohneinheiten, durchschnittlich 1242,0 pro km². Die Bevölkerung East Atlantic Beachs bestand zu 97,25 % aus Weißen, 0,31 % Schwarzen oder African American, 0,13 % Native American, 0,89 % Asian, 0 % Pacific Islander, 0,66 % gaben an, anderen Rassen anzugehören und 0,75 % nannten zwei oder mehr Rassen. 3,54 % der Bevölkerung erklärten, Hispanos oder Latinos jeglicher Rasse zu sein.
Die Bewohner East Atlantic Beachs verteilten sich auf 887 Haushalte, von denen in 28,7 % Kinder unter 18 Jahren lebten. 53,2 % der Haushalte stellten Verheiratete, 9,1 % hatten einen weiblichen Haushaltsvorstand ohne Ehemann und 33,8 % bildeten keine Familien. 24,7 % der Haushalte bestanden aus Einzelpersonen und in 6,5 % aller Haushalte lebte jemand im Alter von 65 Jahren oder mehr alleine. Die durchschnittliche Haushaltsgröße betrug 2,54 und die durchschnittliche Familiengröße 3,07 Personen.
Die Bevölkerung verteilte sich auf 21,4 % Minderjährige, 5,8 % 18–24-Jährige, 32,5 % 25–44-Jährige, 27,1 % 45–64-Jährige und 13,2 % im Alter von 65 Jahren oder mehr. Der Median des Alters betrug 40 Jahre. Auf jeweils 100 Frauen entfielen 98,5 Männer. Bei den über 18-Jährigen entfielen auf 100 Frauen 99,3 Männer.
Das mittlere Haushaltseinkommen in East Atlantic Beach betrug 71.667 US-Dollar und das mittlere Familieneinkommen erreichte die Höhe von 86.356 US-Dollar. Das Durchschnittseinkommen der Männer betrug 60.871 US-Dollar, gegenüber 38.125 US-Dollar bei den Frauen. Das Pro-Kopf-Einkommen belief sich auf 34.429 US-Dollar. 1,6 % der Bevölkerung und 0 % der Familien hatten ein Einkommen unterhalb der Armutsgrenze, davon waren 0 % der Minderjährigen und 2,4 % der Altersgruppe 65 Jahre und mehr betroffen.

## Verwaltung
Das Nassau County Police Department und das Long Beach Police Department sind zuständig für Sicherheit und Ordnung in East Atlantic Beach.
East Atlantic Beach verfügt nicht über eine eigene Feuerwehr, sodass auf vertraglicher Grundlage Long Beach Fire Department Feuerwehr und Notfallrettung leistet.
Für East Atlantic Beach ist das U.S. Post Office in Long Beach zuständig.

## Parkanlagen
Unter der Kontrolle der Town of Hempstead stehen zwei Spielplatzanlagen und der Strandpark, der sich über die gesamte Uferlänge des Ortes erstreckt und während des Sommers von Bademeistern überwacht wird. Der Strand ist privat und nur die Bewohner des Ortes erhalten Saisonausweise zum Zutritt.